# 六工山

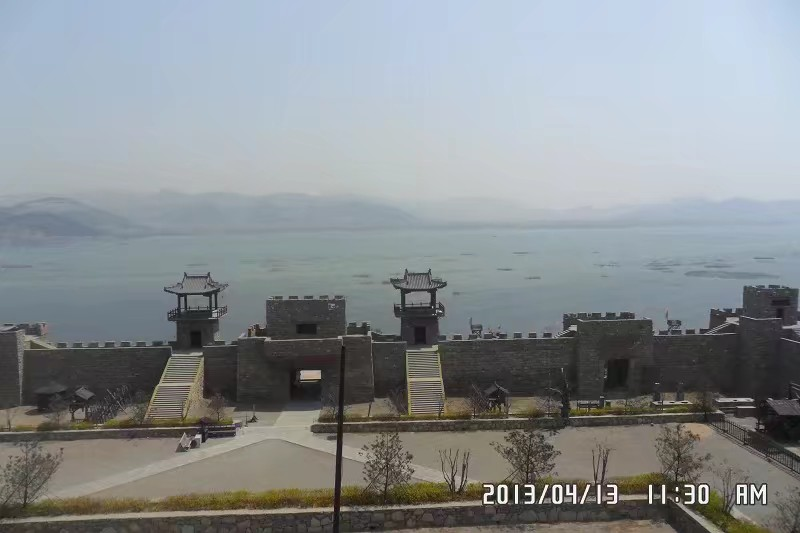
六工山水浒大寨

六工山位于东平湖西北岸的东平县斑鸠店镇，黄海高程189米，因山脉走向类似于6个“工”字而闻名。
六工山景色优美，文物古迹众多，为东平重要的旅游景点。

## 景点
- 理明窝摩崖造像
- 六工山玉皇顶
- 六工山水浒大寨
- 六工山峡